# Lindbergia japonica
Lindbergia japonica är en bladmossart som beskrevs av Jules Cardot 1911. Lindbergia japonica ingår i släktet Lindbergia och familjen Leskeaceae. Inga underarter finns listade i Catalogue of Life.